# 岡野成明
岡野 成明（おかの なりあきら、慶長13年（1608年） - 元禄7年10月10日（1694年11月26日））は、旗本岡野氏の2代目。岡野房恒の長男。通称は内蔵允、号は閑入。妻は加藤正重の娘。子に岡野房勝、岡野房明、娘（岡野貞明妻）、娘（筧正尹妻）がいる。

## 経歴
岡野房恒と糟谷豊後守の娘の長男として生まれる。
元和5年（1619年）、12歳の時に徳川秀忠に初めて拝謁する。
寛永元年（1624年）に書院番に列し、蔵米300俵を賜る。同5年（1628年）、日光社参に供奉する。同10年（1633年）2月7日、200石を賜り、蔵米取から、常陸江戸崎500石を領する知行取りとなる。同13年（1636年）10月28日、進物役になる。同17年（1640年）11月20日、東海寺の別荘普請の奉行をつとめる。
慶安3年（1650年）10月28日、越川門の橋修復の奉行をつとめる。
明暦元年（1655年）に48歳で家督相続し、それまでの500石は父の隠居料となる。同年9月10日、御鉄砲頭になる。同年12月29日、布衣の着用を許される。
寛文7年（1667年）12月23日、盗賊追捕の任をうけたまわり、常陸、下野、上総など関東諸国に赴いた功により、時服や黄金を賜る。延宝8年（1680年）2月23日、職を辞して寄合となる。
天和2年（1682年）12月18日、致仕する。その際、隠居料として蔵米600俵を賜る。
元禄7年（1694年）10月10日、87歳で死去。